# عبدالسلام دهاتی
عبدالسلام پیرمحمدزاده دهاتی (به انگلیسی: Abdusalom Pirmuhammadzoda Dehoti) (زاده ۱۴ مارس ۱۹۱۱ , سمرقند - درگذشته ۳۱ ژانویه ۱۹۶۲ , دوشنبه) از شاعران پارسی‌گوی و نویسندگان تاجیکستان بود.

## زندگی‌نامه
عبدالسلام پیرمحمدزاده دهاتی، (زاده ۱۴ مارس ۱۹۱۱ در سمرقند - درگذشته ۳۱ ژانویه ۱۹۶۲ در دوشنبه) از شاعران و نویسندگان فارسی‌گوی تاجیکستان بود.
عبدالسلام دهاتی با شعرهای «جواب به آتش‌دهندگان جنگ»، «شاگرد لنین می‌شویم» و «مارش پایونیران»، شعارهای انقلابی سوسیالیستی را به سروده‌های مردم تاجیک وارد کرد. او از سویی، با نوشتن اشعاری چون «بره‌چه من»، «مرغک شل‌شله پا»، «هوشش در کم کوچه‌ها»، «حسن خورجین کیسه» و «به تقلیدچه میمون»، به توصیف رفتار کودکان می‌پردازد.
وی در دوره‌ای ریاست اتحادیه نویسندگان تاجیکستان را بر عهده داشت.

میرزا تورسون‌زاده درام منظوم خسرو شیرین در ۱۹۳۶م و اپُرانمایش شورش واسع را در ۱۹۳۹ میلادی، با همکاری عبدالسلام دهاتی به صحنه برد.